# ريموندو مانكو
ريموندو أورانغل مانكو ألباراسين (بالإسبانية: Reimond Orángel Manco Albarracín)‏ (ولد في 23 أغسطس 1990) هو لاعب كرة قدم بيروفي يلعب حاليا لصالح يونيون كوميرسيو في الدوري البيروفي. سبق له اللعب لآيندهوفن الهولندي والوكرة القطري. برز في بطولة كوبا أمريكا تحت 17 سنة عام 2007 والتي تم اختياره فيها لاعب البطولة. لعب دوراً أساسياً في تأهل بيرو إلى كأس العالم تحت 17 سنة لكرة القدم 2007 في كوريا الجنوبية. كانت أول مباراة دولية له مع بيرو ضد بوليفيا في 6 فبراير 2008.

## المسيرة الرياضية
ولد ريموندو مانكو في مقاطعة لورن في ليما في 23 أغسطس 1990. انتقل إلى فنزويلا وعاش هناك من سن الثانية إلى الثامنة ومرة أخرى من سن الثالثة عشرة إلى الخامسة عشرة. بينما كان يلعب في فنزويلا فقد لعب مع منتخب فنزويلا تحت 15 سنة.
في عام 2005 تم شراؤه من قبل أكاديمية ديبورتيفا كانتولاو في بيرو ولعب هناك حتى عام 2007 عندما بدأ اللعب لأليانزا ليما في مدينته ليما. قام بأول ظهور له مع أليانزا ليما في 8 أبريل 2007 وهدفه الأول في 2 ديسمبر ضد كورونيل بولونيسي للفوز بالمباراة 3-2.

### كوبا أمريكا تحت 17 سنة
انضم مانكو لمنتخب بيرو تحت 17 سنة في بطولة كوبا أمريكا تحت 17 سنة التي بدأت في 4 مارس 2007. في المباراة الأولى كان على بيرو مواجهة منتخب البرازيل. فازت بيرو بالمباراة 2-1 حيث سجل مانكو أحد الهدفين والآخر من قبل كريستيان لاتوري وتصدى حارس المرمى هيروزا لركلة جزاء.
بعد تلك المباراة فازت بيرو بأغلب المباريات التالية واحتلت صدارة الترتيب في المجموعة وتأهلت إلى الدور النهائي مع تسجيل مانكو هدف آخر وازدياد بريقه مع فريقه.
في الدور النهائي من البطولة حيث تتأهل أول أربعة منتخبات كأس العالم تحت 17 سنة لكرة القدم 2007 فازت بيرو بالمباراة الأولى ضد فنزويلا ولكن في المباراة التالية سحقت البرازيل بيرو 4-0 وبعد أن هزمت كولومبيا بيرو 3-0 فإنه بعد مرور أربع جولات فإن منتخبات البرازيل وكولومبيا والأرجنتين تأهلت بالفعل إلى كأس العالم تحت 17 سنة. في هذه الأثناء اضطرت بيرو وفنزويلا والإكوادور المستضيفة إلى النضال من أجل الحصول على البطاقة الرابعة الأخيرة المؤهلة.
في المباراة الخامسة كان على بيرو الفوز على الإكوادور على الرغم من أن المباراة انتهت بالتعادل وهي النتيجة التي أعطت الإكوادور الأمل في التأهل إلى كأس العالم تحت 17 سنة. في المباراة الأخيرة ضد الأرجنتين كان على بيرو أن تخسر بأربعة أهداف على الأقل. في المباراة السابقة ضد الإكوادور طرد مانكو في الدقيقة الأخيرة للحصول على بطاقتين صفراوين. حتى من دون مانكو كانت بيرو قادرة على التعادل في المباراة من خلال ركلة جزاء وتمكنت من الحصول على مكان في كأس العالم تحت 17 سنة. تم اختيار مانكو كأفضل لاعب في البطولة من قبل كونميبول. على الرغم من مسيرته الجديدة في عالم كرة القدم فإن الشائعات حول انتقاله كانت تنتشر بالفعل. بعد المسابقة أفادت التقارير أن الأندية الكبيرة تستكشفه مثل بوكا جونيورز وريال مدريد وآيندهوفن. ترددت فيما بعد أنه كان قد وقع مع الأخير رغم أنه لم يكن في ذلك الوقت. كان ليفربول أيضا حريصا جدا على الحصول على الشاب.

### كأس العالم تحت 17 سنة لكرة القدم 2007
بدأت بيرو كأس العالم ضد البلد المضيف كوريا الجنوبية. كانوا فعالين جدا ضدهم حيث فازوا عليهم بنتيجة 1-0 سجله كارلوس بازالار في الدقيقة 29 عن طريق ركلة حرة من مانكو. كان من الممكن أن يسجل مانكو ليرفع النتيجة إلى 2-0 عندما أسقطه المدافع الكوري الجنوبي ومنح البطاقة الحمراء مما ترك كوريا الجنوبية دون أي فرصة للعودة إلى المباراة.
ثم تعادل بيرو 0-0 مع توغو حيث أظهر مانكو مهارات رائعة. ضد كوستاريكا فازت بيرو 1-0 مرة أخرى بهدف من بازالار عبر ركلة حرة من مانكو.
تقدمت بيرو إلى الدور ربع النهائي برصيد 7 نقاط. كان مانكو أكثر تألقًا ضد طاجيكستان حيث فعل كل ما أراده ضد دفاع طاجيكستان على الأجنحة وأحرز هدف بيرو الوحيد وهدفه الأول والوحيد في كأس العالم. انتهت المباراة بنتيجة 1-1 حيث فازت بيرو بنتيجة 5-4 في ركلات الترجيح بعد أن أنقذ حارس مرمى بيرو هيرموسا أول ركلة جزاء.
انتقلوا إلى الدور قبل النهائي ضد غانا التي هزمت البرازيل 1-0 في الربع النهائي الأكثر جدارة بالنظر إلى أن غانا لعبت بعشرة لاعبين فقط من الشوط الأول ضد البرازيل. لم يتمكن مانكو من القيام بالكثير في الشوط الأول ضد غانا بسبب الرقابة اللصيقة. تحسن مستواه في الشوط الثاني وخلق فرص قليلة لزملائه والالتفاف على الرقابة ولكن بيرو هزمت في نهاية المطاف من غانا 2-0.
اعتبر مانكو أحد أفضل اللاعبين في البطولة إلى جانب مواطنيه البيروفيين إيدر هيرموزا ونستور دوارتي وكارلوس بازالار والإسباني بويان كركيتش والألماني توني كروس والنيجيري ماكولي كريسانتوس.

### أليانزا ليما
لعب ريموند مانكو أول مباراة له مع أليانزا ليما في 7 أبريل 2007 في الفوز 2-0 على أليانزا أتلتيكو جاء في الدقيقة 86 وأصبح من بعدها لاعب أساسي. المدرب الجديد لأليانزا ليما التشيلي ميغيل أنخيل أروي الذي أصبح مدرب النادي الجديد في 30 أغسطس 2007 منح شارة القيادة لمانكو في مباراة ودية. أصبح مانكو أساسيا حيث بدأ اللعب معظم الوقت. قدم مانكو مستويات كبيرة مع أليانزا ليما حيث ساعدهم في تسجيل الكثير من الأهداف عن طريق التسبب في ارتباك الخصوم الأخطاء ضده جنبا إلى جنب مع فتح فرص للتسجيل لنفسه وزملائه. كانت أول مباراة له ضد سان مارتن في 31 أكتوبر 2007 ولكن تم إخراجه في الدقيقة 69. لعب أول مباراة كلاسيكية في بيرو في 7 نوفمبر 2007 ضد يونيفرسيتاريو دي ديبورتيس وساعد على تحقيق الهدف الثالث في فوز أليانزا ليما 3-1. سجل أول هدف احترافي له ضد كورونيل بولونيسي بعد أداء فردي رائع تلاعب فيه بالمدافعين على طريقة ميسي وساعد أليانزا ليما على الفوز بنتيجة 3-2 في مباراة مهمة جدا في الدوري الاختتامي 2007. في 2 ديسمبر 2007. كان أليانزا ليما خاسرا في البداية 0-2 عندما دخل كبديل. أقيمت المباراة في ملعب أليخاندرو فيانويفا ملعب أليانزا ليما. تردد أنه سيغادر في فترة الانتقالات الصيفية وأن العديد من الأندية كانت مهتمة به بما في ذلك فيردر بريمن وريال مدريد وإنتر ميلان ومانشستر يونايتد وتشيلسي وآيندهوفن وليفربول وبرشلونة. في النهاية وقع لآيندهوفن. في شتاء 2009 استعاره فيلم تو تيلبورغ حتى صيف 2009.
- إحصائيات أليانزا ليما: الدوري الاختتامي 2007

| المباريات | الأهداف | الصناعة | أساسي | بديل |
| --------- | ------- | ------- | ----- | ---- |
| 15        | 1       | 5       | 2     | 13   |

- إحصائيات أليانزا ليما: الدوري الافتتاحي 2008

| المباريات | الأهداف | الصناعة | أساسي | بديل |
| --------- | ------- | ------- | ----- | ---- |
| 16        | 3'      | 5       | 5     | 9    |

### آيندهوفن
في 10 فبراير 2008 تم الإبلاغ عن أن مانكو قد وقع عقدا لمدة خمس سنوات مع آيندهوفن في هولندا. انضم إلى آيندهوفن في بداية موسم 2008-09. قال آيندهوفن أن مانكو «لاعب جيد جدا وموهوب جدا». في 6 أغسطس 2008 سجل هدفه الأول مع آيندهوفن خلال مباراة ودية ضد نيوكاسل يونايتد. لبس القميص رقم 17 وهو الذي كان لمواطنه جيفرسون فارفان الذي تم بيعه لشالكه 04. لعب مانكو في دوري الدرجة الأولى الهولندي ضد هيرنفين عندما خسر آيندهوفن 2-0. دخل بديلا في الدقيقة الحادية والثمانين حيث سيطر آيندهوفن على معظم الشوط الثاني. صنع هدف لداني كوفرمانس وكان عنصراً مهماً في هجوم آيندهوفن حيث انتهت المباراة بالتعادل 2-2 منهيا سلسلة خسائر آيندهوفن الخمسة المتتالية. لعب مباراة الدوري التالية ودوري أبطال أوروبا ضد ليفربول. أعير بعدها إلى فيلم تو تيلبورغ.

### فيلم تو تيلبورغ
أعطاه حامل لقب الدوري الهولندي بعض الوقت للتعود على اللعب في الدوري الهولندي وأعاره إلى فيلم تو تيلبورغ. جرح مانكو نفسه في التدريبات بعد أسبوعين فقط من انضمامه إلى فيلم تو تيلبورغ وابتعد عن الملاعب لما تبقى من الموسم بعد أن لعب 3 مباريات آيندهوفن قبل أن تتم إعارته مساهما في صناعة هدف واحد. مع فيلم تو تيلبورغ لعب فقط مباراتين اثنتين قبل إصابته.

### خوان أوريتش
في 23 ديسمبر 2009 قرر آيندهوفن إعارة مانكو حتى يونيو إلى نادي خوان أوريتش البيروفي. حظي بفرصة اللعب في خوان أوريتش في كأس ليبرتادوريس والذي من شأنه أن يمنح مانكو بعض المباريات عالية المستوى ولكن أولاً يجب أن يخوض الجولة الأولى أمام تيكوس المكسيكي. في مباراة خوان أوريتش الودية الوحيدة التي خاضها الفريق قبل الموسم دخل مانكو بديلا عن الجناح المصاب ويليام شيروك في الدقيقة 32. كانت مباراة الذهاب من كأس ليبرتادوريس في أرض ملعب خوري أوريتش تشيكلايو حيث فاز خوان أوريتش 2-0 في مباراة سيطر فيها خوان أوريتش واستعرض مانكو مهاراته العظيمة ودمر دفاع الفريق المكسيكي المكافح. يعتقد تيكوس الذي خسر خمس مباريات متتالية أن بإمكانه الفوز على أرضه والتأهل إلى الدور الثاني ليحرز الهدف الأول في الدقيقة 43 بعد أن تغلب على مدافعين اثنين في الجناح الأيمن ووأرسل الكرة بشكل مثالي إلى رأس لويس تيخيدا الذي سجل هدفين في بيرو. تلقى المدافع ويلي ريفاس بطاقة حمراء في الدقيقة 64 وبدأ تيكوس في الضغط على البيروفيين الذين تراجعوا للدفاع. عاد الفريق المكسيكي ليسجل هدفًا لكنه لم يكن كافياً وتأهل خوان أوريش إلى دور المجموعات في كأس ليبرتادوريس بفوزه على إستوديانتيس تيكوس 4-1 في مجموع المباراتين. في 17 مارس 2010 تم اختيار مانكو كأفضل لاعب في المباراة في بطولة كأس ليبرتادوريس 4-2 التي فاز فيها على مواطنه أليانزا ليما حيث سجل هدف وصنع آخر. وأخيرا تم شراء عقد مانكو من قبل خوان أوريتش في 15 يوليو 2010.
إحصائيات كأس ليبرتادوريس
| المباريات | الأهداف | الصناعة | أساسي | بديل |
| --------- | ------- | ------- | ----- | ---- |
| 6         | 1       | 2       | 5     | 1    |

### ليون دي هوانوكو
بعد حادث تأديبي في خوان أوريتش انتقل مانكو إلى ليون دي هوانوكو في بداية عام 2012. كان يدربه أنيبال رويز. لم يلعب سوى عدد قليل من المباريات وترك النادي في مايو 2012 من أجل اللعب في الوكرة.

### جامعة كاخاماركا التقنية
في عام 2013 تم الكشف عن أن مانكو سيلعب موسم دوري الدرجة الأولى في بيرو عام 2013 مع جامعة كاخاماركا التقنية.

### ليون دي هوانوكو
في عام 2015 وقع مع ليون دي هوانوكو.

### العودة إلى أليانزا ليما
في أغسطس 2015 عاد إلى نادي أليانزا ليما بعد سبع سنوات.

## الإنجازات

### الأندية
- خوان أوريتش
  - الدرجة الأولى (1): 2015

### المنتخب
- منتخب بيرو تحت 17 سنة
  - المركز الرابع في كوبا أمريكا تحت 17 سنة (1): 2007
  - المركز الثامن في كأس العالم تحت 17 سنة (1): 2007

### الشخصية
- أفضل لاعب في بطولة كوبا أمريكا تحت 17 سنة 2007
- واحد من أفضل 25 لاعباً في كأس العالم تحت 17 سنة 2007